# امرتا پریتم
امرتا پریتم (پنجابی: ਅੰਮ੍ਰਿਤਾ ਪ੍ਰੀਤਮ، امرتا پریتم، هندی: अमृता प्रीतम، اردو: امرتا پریتم)  (۳۱ اوت ۱۹۱۹ — ۳۱ اکتبر ۲۰۰۵) شاعر و نویسندهٔ هندی بود که به زبان‌های هندی، اردو و پنجابی می‌نوشت. او در طول بیش از شش دهه فعالیت بالغ بر ۱۰۰ کتاب منتشر کرد.
شعر پریتام که در هر دو پنجاب هند و پاکستان محبوبیت بالایی دارد، بیشتر بازتاب‌دهندهٔ رنج‌های زنان در دنیای خشن زیر سلطهٔ مردان است.